# Robert Alt
Robert Alt (* 4. September 1905 in Breslau; † 13. Dezember 1978 in Ost-Berlin) war ein deutscher Erziehungswissenschaftler und Hochschullehrer in der Deutschen Demokratischen Republik (DDR). Der Nationalpreisträger der DDR war von 1954 bis 1958 Mitglied des ZK der SED.

## Leben

### Anfänge
Robert Alt wurde im September 1905 als Sohn des jüdischen Stubenmalers Heinrich Alt und seiner Ehefrau Bianca Alt, geb. Kaelter, als drittes von vier Kindern geboren. Älter waren die „Mieze“ genannte Schwester, später als Mary Zwerdling erwähnt, und der Bruder Felix, jünger die Schwester Friedel bzw. Frieda. Nach dem Besuch von Volksschule und Realgymnasium in den Jahren 1911 bis 1924 sollte er eine kaufmännische Lehre aufnehmen, stattdessen begann er im Jahr 1924 an der Universität Breslau ein Studium. Zur Finanzierung dienten u. a. die Leitung von Arbeitergesangvereinen und die journalistische Mitarbeit an der Breslauer SPD-Zeitung Volkswacht. Später wechselte Alt nach Berlin und 1927 an die Pädagogische Akademie Frankfurt am Main, wo er 1929 die erste Volksschullehrerprüfung ablegte. Seine Studienfächer waren Soziologie, Philosophie und Naturwissenschaften. Der Jungsozialist trat 1924 in die SPD ein und war 1927 bis 1929 Mitglied der Sozialistischen Studentenschaft.
Ab 1929 arbeitete Robert Alt als Lehrer an der Volksschule Berlin-Neukölln, die zu diesem Zeitraum mit der reformorientierten Karl-Marx-Schule zusammengelegt wurde, sowie ab 1932 zusätzlich an der Volksschule der Jüdischen Gemeinde Berlins. Daneben engagierte er sich in einer Schule der Arbeiterwohlfahrt. 1933 folgten ein Übertritt zur KPD und das Ablegen der zweiten Lehrerprüfung. Nach der Machtergreifung der Nationalsozialisten wurde er wegen des Gesetzes zur Wiederherstellung des Berufsbeamtentums vom 7. April 1933 aus „rassischen Gründen“ aus dem Schuldienst entlassen. Für einige Monate danach arbeitete er, ebenso wie seine Schwester Friedel, die später in die USA emigrierte, als Lehrer im Jüdischen Kinder- und Landschulheim Caputh und in der Folge an weiteren jüdischen Schulen in Berlin. Sein promotionsvorbereitendes Studium in Soziologie und Völkerkunde an der Berliner Universität musste er abbrechen. Die Dissertation zum Thema Industrieschulen stellte er 1937 fertig, durfte sie aber nicht mehr einreichen.

### Verfolgung und Deportation
Felix Alt wurde im Zuge der Novemberpogrome 1938 kurzzeitig in einem Konzentrationslager inhaftiert und konnte mit Hilfe eines auf Robert ausgestellten Affidavit aus Deutschland fliehen. Dieser blieb aus brüderlicher Solidarität im Land und wurde nicht nur als Jude, sondern auch aus politischen Gründen verfolgt. An seinem Wohnort in Berlin-Britz drangsaliert, wechselte er zunächst den Stadtteil und verließ schließlich im Jahr 1939 Berlin. Seine Lehrertätigkeit am Jüdischen Landschulheim in Caputh beendete er noch im selben Jahr und kehrte in die Hauptstadt zurück. Dort lehrte er von 1939 bis 1941 an jüdischen Volksschulen, u. a. in der Kaiserstraße, dozierte am Kindergärtnerinnen-Seminar der Reichsvereinigung der Juden, und war auch Chorleiter und Orgelspieler in der Jüdischen Gemeinde. Anfang Juni 1939 begegnete der Berliner der Sängerin und Lehrerin Leonore Zank. Die geb. Villinger wurde später seine Ehefrau.

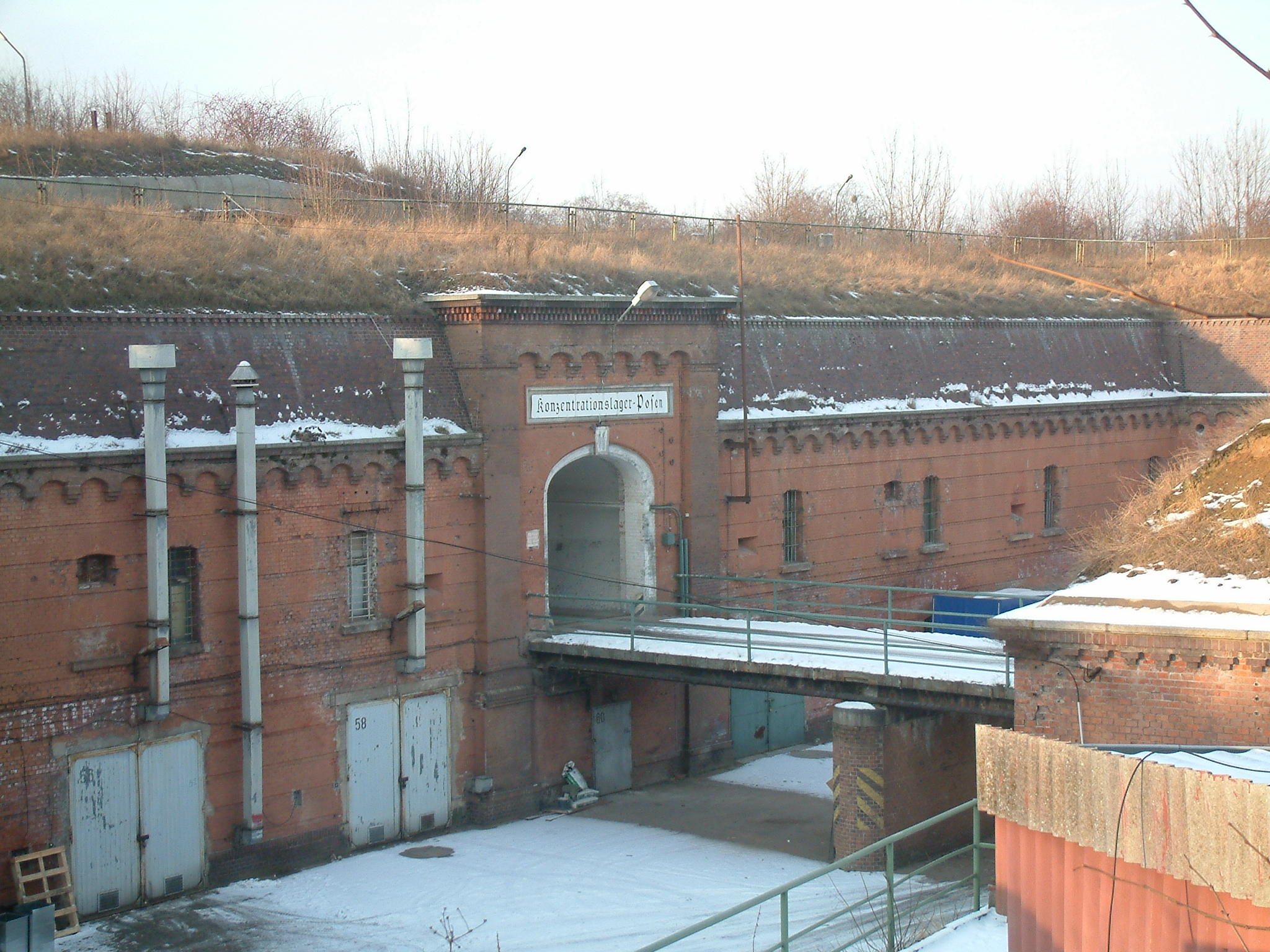
Eingang des KZ Posen 2009

Zunächst wohnte Robert Alt bei seiner Schwester Friedel in Berlin-Wilmersdorf. Als diese nach New York emigrierte, auch der Schwester Mieze gelang die Auswanderung, zog er in die Rudolstädter Straße 87. Dort lebte auch Rose Corvan. Die Sozialarbeiterin bei der Jüdischen Gemeinde wurde im Oktober 1942 deportiert, seine Eltern Ende August 1942 von Breslau ins KZ Theresienstadt verschleppt. Dort starben sie im Januar bzw. November 1943. Robert Alt selbst wurde am 1. November 1941 mit dem 4. Osttransport ins Ghetto Litzmannstadt und am 7. November 1941 weiter ins KZ Posen transportiert. Weitere Stationen waren 1942 Lager Wollstein sowie 1945 KZ Auschwitz, KZ Mittelbau-Dora, das Häftlingsschiff Cap Arcona und nach Kriegsende kurzzeitig ein Lager für Displaced Persons
Die Ereignisse um die Deportation von Robert Alt zeichnete seine Lebensgefährtin Leonore Zank in ihren Tagebüchern auf. Am 29. Oktober 1941 sollte er sich zur Deportation melden. Am Abend kamen einige seiner Freunde zusammen, um die wichtigsten Sachen zu packen: wetterfeste Kleidung, Geschirr und Besteck sowie zwei Notenbücher, „falls er dort vielleicht Lehrer spielen kann“. Als Angestellter der Jüdischen Gemeinde war Alt für die Betreuung des 3. Osttransports eingesetzt. Deshalb war es ungewöhnlich, dass er dem nächsten Transport angehörte. Der Grund war eine „Sonderanforderung der Gestapo“, die ihn auf die „Liste der Asozialen“ gesetzt hatte. Am 30. Oktober 1941 fand er sich unter 1.200 zusammengepferchten Menschen in der Synagoge Levetzowstraße wieder. Am 1. November 1941 um 19 Uhr fuhr der Zug am Bahnhof Grunewald los.
Nach zwei Wochen der Ungewissheit traf ein erstes Lebenszeichen ein, eine Postkarte mit dem Absender „Juden-Arbeitslager 13, An den Bleichen Remu“ in Posen. Der erste Brief aus dem Ghetto Litzmannstadt kam nie an. Aus dem bzw. an das Lager in der Hauptstadt des Wartheland durften Briefe und Päckchen verschickt werden. Diese Möglichkeit der materiellen und emotionalen Hilfe nutzten seine Lebensgefährtin, Freunde, Bekannte sowie ehemalige Schüler und halfen so Robert Alt zu überleben. Sein Gepäck war größtenteils abhandengekommen. Das Lagerleben schilderte er ausführlich, erwähnte die Zwangsarbeit, Einsatz im Tiefbau, aber nur am Rande, z. B. eine Unterbrechung der Schachtarbeiten am 29. Dezember 1941 wegen eines Schneesturms. Zum Jahresanfang erledigte er offenbar allgemeine Lagerarbeiten wie Aufräumen, Kartoffelschälen, Kohlen abladen, Rüben waschen und ähnliches, nach dem Winter wieder Außenarbeiten. Die Zwangsarbeiter wurden auch von polnischen Helfern bewacht.
Ein Großteil der Korrespondenz beschäftigte sich mit der materiellen Unterstützung. Mit Hilfe von Chiffren konnte Alt übermitteln, was er am dringendsten benötigte und wie es zu verschicken sei, um nicht beschlagnahmt zu werden. Ausführlich schilderte er die Lagerbedingungen, beklagte den Lagerkoller zu Weihnachten 1941, mit 170 Menschen in einer Baracke und 750 Inhaftierten insgesamt, das raue Klima unter den Insassen, Hunger, Misshandlungen und die Erkrankung an Fleckfieber im April 1942. Seelisch wichtig war der Austausch mit Leonore Zank über ihre gemeinsamen Interessen Musik und Wissenschaft. Zur Bewältigung der Situation las Robert Alt die ihm zugängliche Literatur, beteiligte sich an Musikabenden, komponierte und verfasste melancholische Texte, z. B.:
Sei nur getrost! Es wird sich alles wenden,

Nacht und Dunkel kehren sich zum Licht.

Der Sonne Macht durchdringt, erfüllt das All,

erneut, belebt die Welt mit jedem Tag.

Wenn auch düstre Wolken verbergen ihren Glanz,

sie wirket doch, steigt hoch und strahlt aufs Neu,

sei nur getrost!
Als ab September 1942 keine Post mehr von Robert Alt eintraf, fuhr Leonore Zank nach Posen, um ihn zu suchen. Die Nachforschung blieb erfolglos. Wenige Tage später erfuhr sie, dass er ins Zwangsarbeiterlager Wollstein verlegt worden war. Nach eigenen Aussagen war er dort als Schreiber tätig und verfügte über gute Beziehungen zum Oberkoch. Zanks Tagebuchaufzeichnungen aus dieser Zeit fielen einem alliierten Bombenangriff Ende November 1943 zum Opfer. Ein direkter Briefverkehr war nicht mehr möglich, nur ein unregelmäßiger, illegaler Austausch über Dritte. Daher liegen für den Aufenthalt in Wollstein nur die Erinnerungen Alts vom Spätsommer 1945 vor. Er beschreibt einen „verhältnismäßig idyllische(n) Landaufenthalt, … wo er … mit Pferd und Wagen über Land fuhr, die Lager-Einkäufe zu tätigen.“
Offenbar am 26. August 1943 wurden alle Insassen aus Wollstein ins KZ Auschwitz verlegt, Robert Alt kam ins Außenlager Fürstengrube. Von hier konnte er nur zwei Nachrichten an seine Lebensgefährtin versenden. Anfang Januar 1944 und nochmal acht Monate später, versicherte er, dass es ihm relativ gut ging. Was darunter zu verstehen war, konnte er erst nach dem Krieg berichten. Während Robert Alt als Küchenmagazinär arbeitete und abends im Lagerorchester Harmonium spielte, mussten die meisten Häftlinge im Kohlebergbau schuften. Die Schwerstarbeit in Verbindung mit Mangelernährung, fehlendem Arbeitsschutz sowie den Schikanen der Wachmannschaften und Zivilarbeiter machte dies zu einem Todesurteil. Deutlich gemacht dadurch, dass eine Verlegung nach Fürstengrube als Strafmaßnahme galt.
Wegen der vorrückenden Roten Armee wurde das Lager am Abend des 19. Januar 1945 geräumt. Bei −20° Celsius mussten die Häftlinge zum Bahnhof Gleiwitz marschieren und wurden von dort mit offenen Kohlewaggons zum KZ Mauthausen verbracht. Hier wurde der Transport abgewiesen und deshalb zum KZ Mittelbau-Dora umgeleitet. In Alts Waggon mussten 120 Menschen zwölf Tage ohne Wasser und mit zwei Brotrationen auskommen. Nur die Hälfte überlebte. Die Häftlinge aus Fürstengrube kamen ins Außenlager „Turmalin“. Das Vorrücken der Alliierten führte zu dessen Auflösung. Der damals 25-jährige Fürstenberger Lagerführer schickte seine Häftlinge zu Fuß nach Magdeburg, wo sie auf Elbkähne verladen wurden. Von Lübeck aus ging es wieder zu Fuß wenige Kilometer nördlich in die Heimat des Lagerführers. Hier sollten sie auf Landgütern arbeiten.

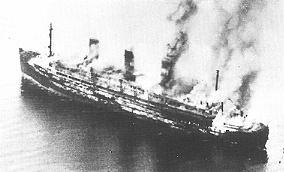
Brennende Cap Arcona am 3. Mai 1945.

Die letzten Überlebenden wurden am 1. Mai 1945 in die Bucht von Neustadt in Holstein getrieben und mehrheitlich auf das Häftlingsschiff Cap Arcona verfrachtet. Das mit über 4.500 Menschen hoffnungslos überladende Schiff trieb fünf Kilometer vor der Küste, an Land erreichte die britische Armee fast die Stadtgrenze und ließ das Schiff am 3. Mai 1945 von Flugzeugen angreifen. Trotz Verbots erreichte Robert Alt vom tiefsten Schiffsraum noch vor Ausbrechen der Panik das Verdeck. Das Mittelschiff brannte schon lichterloh. Er zog sich die Sachen aus und sprang mit Hilfe eines Seils ins Wasser. Elf Schiffbrüchige klammerten sich an einen Rettungsring und trieben fünf Stunden in der Ostsee. In Küstennähe wurden sie von Deutschen an Land gezogen. Inzwischen hatten die Briten Neustadt eingenommen.

### Nach der Befreiung
Ein Vierteljahr verbrachte Robert Alt im örtlichen Lager für Displaced Persons und fuhr in dieser Zeit mehrfach nach Hamburg. Seine Bewerbung um eine Anstellung in der dortigen Schulbehörde blieb erfolglos. Die Briten ließen ihn als Deutschen nicht in die Sowjetische Besatzungszone ausreisen. Mit einem Auto, das Tschechoslowaken nach Hause brachte, gelangte er schließlich illegal nach Berlin. Über die in Hamburg lebenden Eltern seiner Lebensgefährtin wusste er, dass sich Leonore Zank im Sommer 1945 regelmäßig im Schrebergarten eines Bekannten in Berlin-Nikolassee mit Lebensmitteln versorgte. Am 27. August 1945 stand dort Robert Alt plötzlich in der Tür.
Seine Anerkennung als Opfer des Faschismus brachte eine erhöhte Lebensmittelzuweisung. Am 1. März 1946 heirateten Leonore und Robert. Am 27. Oktober 1946 kam der gemeinsame Sohn zur Welt. Im Jahr 1957 adoptierten sie einen siebenjährigen Jungen. Weil seine Wohnung in der Rudolstädter Straße 1943 bei einem Bombenangriff zerstört wurde, lebte Robert Alt nach dem Zweiten Weltkrieg bei Leonore Zank in der Olympischen Straße in Berlin-Westend. 1949 zogen sie nach Kleinmachnow, 1952 nach Schöneiche bei Berlin und schließlich 1971 nach Berlin-Biesdorf.
Das KPD- und ab (1946) SED-Mitglied war maßgeblich am Aufbau des Schulwesens in der SBZ beteiligt. Eine erste Veröffentlichung erschien Ende 1945 anlässlich des 200. Geburtstags von Johann Heinrich Pestalozzi. Im Januar 1946 wurde Robert Alt Dozent beim Hauptschulamt in Berlin und Professor an der Pädagogischen Hochschule Berlin, beklagte aber die „Oberflächlichkeit“ seiner Zuhörer. Ab September 1946 lehrte er zusätzlich an der Pädagogischen Fakultät der Berliner Universität. Die Abhandlung Zur gesellschaftlichen Begründung der neuen Schule von 1946 verdeutlicht seine pädagogischen Grundzüge: die Reflexion der Zusammenhänge zwischen Wirtschaft, Gesellschaft und Erziehungswesen und verschiedenen historischen Zeiten und deren Nutzung für das aktuelle Bildungswesen. Die SBZ/DDR betrachtete er als den richtigen Ort für eine Pädagogik, die soziale Ungleichheiten überwindet. Nur folgerichtig wurde er 1947 Mitglied der Schulkommission der SED.
Im Jahr 1948 wurde Alt mit seiner 11 Jahre alten Dissertation über Industrieschulen zum Doktor und danach zum Professor mit Lehrauftrag an der Humboldt-Universität ernannt, im Sommer 1949 zum Professor mit vollem Lehrauftrag für Geschichte der Pädagogik und im September 1949 zum Professor mit Lehrstuhl für Geschichte der Pädagogik. Von 1952 bis 1963 war er Direktor des Instituts für Systematische Pädagogik und Geschichte der Pädagogik. Als Herausgeber verantwortete er ab 1949 die Schriftenreihe Erziehung und Gesellschaft, ab 1960 die Monumenta Paedagogica und ab 1961 des Jahrbuchs für Erziehungs- und Schulgeschichte. Das Mitglied des Zentralkomitees der SED von 1954 bis 1958 wurde nach der Neugründung der Deutschen Akademie der Wissenschaften zu Berlin 1955 Vorsitzender deren Kommission für deutsche Erziehungs- und Schulgeschichte. Im Jahr 1958 stieg Robert Alt zum Dekan der Pädagogischen Fakultät der Humboldt-Universität auf.
Im Jahr 1961 wechselte der Erziehungswissenschaftler als ordentliches Mitglied an die Deutsche Akademie der Wissenschaften und leitete deren Arbeitsstelle für deutsche Erziehungs- und Schulgeschichte. Der Dr. paed. h. c., Ernennung 1965 an der Humboldt-Universität, wurde 1966 zum Vorsitzenden der Sektion Geschichte der Erziehung beim Wissenschaftlichen Rat des Ministeriums für Volksbildung. Er hielt 1966 die Laudatio bei der Verleihung der Doktorwürde ehrenhalber an den Pädagogen im Ruhestand und ehemaligen Vizepräsidenten der Provinzialverwaltung Brandenburg Fritz Rücker (1894–1974), den er in dem früheren gemeinsamen Wohnort Kleinmachnow persönlich kennengelernt hatte.
Im Jahr 1970 wurde Robert Alt zum ordentlichen Mitglied der Akademie der Pädagogischen Wissenschaften gekürt, beendete seine wissenschaftliche Laufbahn und wurde Präsident der Gesellschaft für kulturelle Verbindungen mit dem Ausland und Vizepräsident der Liga für Völkerfreundschaft. Obwohl das Ansehen des 1978 Verstorbenen über die DDR und den Ostblock hinausreichte, u. a. wurde er in der Bundesrepublik, in Japan und den USA rezipiert, ist sein Lebenslauf und Nachlass wenig erforscht.

## Ehrungen
- 1950 Nationalpreis der DDR im Kollektiv des Verlages Volk und Wissen Berlin „Für die Schaffung neuer vorbildlicher Schulbücher“[2]
- 1954 Vaterländischer Verdienstorden in Silber[10]
- 1965 Hervorragender Wissenschaftler des Volkes[11]
- 1970 Vaterländischer Verdienstorden in Gold[2][12]
- 1975 Karl-Marx-Orden[2]

## Publikationen
- Robert Alt: Bilderatlas zur Schul- u. Erziehungsgeschichte, Vorlesungen zur systematischen Pädagogik Berlin 1960 – 65. Norderstedt 2005.
- Robert Alt: Das Bildungsmonopol. Akademie Verlag, Berlin 1978.[13]